# 데드 오브 서머
《데드 오브 서머》(영어: Dead of Summer)는 2016년 프리폼에서 방영한 미국의 공포 드라마이다.